# Bernardo Bernardo de Urtx
Bernardo Bernardo de Urtx, posible vizconde de Cerdaña y luego vizconde de Urtx. A la muerte de su padre Bernardo II de Cerdaña después de 1067, Bernardo Bernardo podría haberle sucedido, pero después repartió sus dominios con su hermano Ramón II de Cerdaña, tomando el título de vizconde de Urtx. Otra teoría supone que fue Ramón II quien sucedió a Bernardo II de Cerdaña y dejó Urtx con título vizcondal a su hermano.
Murió después del 1109.
- Datos: Q5726682